# Yasumitsu Kanehama
Yasumitsu Kanehama (japanisch 金濱 康光 Kanehama Yasumitsu; * 2. Juni 1963) ist ein ehemaliger japanischer Eisschnellläufer.

## Werdegang
Kanehama wurde im Jahr 1981 japanischer Juniorenmeister im Kleinen Vierkampf und kam bei japanischen Meisterschaften zweimal im Sprint-Mehrkampf auf den zweiten Platz. International trat er erstmals bei den Juniorenweltmeisterschaften 1981 in Elverum in Erscheinung, wobei er den 14. Platz im Kleinen Vierkampf errang. In den folgenden Jahren lief er bei der Sprintweltmeisterschaft 1985 in Heerenveen auf den 16. Platz und bei der Sprintweltmeisterschaft 1987 in Québec auf den 14. Rang. Zudem nahm er in der Saison 1986/87 am Eisschnelllauf-Weltcup teil, wobei er fünfmal unter den ersten Zehn kam und mit dem fünften Platz über 1000 m in Lake Placid sowie in Frösön seine beste Platzierung in dieser Rennserie errang. In der Saison 1987/88 wurde er bei der Sprintweltmeisterschaft 1988 in West Allis Achter und startete bei den Olympischen Winterspielen 1988 in Calgary letztmals international. Dabei belegte er jeweils den neunten Platz über 500 m und 1000 m.

## Erfolge

### Olympische Spiele
- 1988 Calgary: 9. Platz 500 m, 9. Platz 1000 m

### Sprint-Weltmeisterschaften
- 1985 Heerenveen: 16. Platz Sprint-Mehrkampf
- 1987 Québec: 14. Platz Sprint-Mehrkampf
- 1988 West Allis: 8. Platz Sprint-Mehrkampf

## Persönliche Bestleistungen
| Disziplin | Zeit         | Datum            | Ort       |
| --------- | ------------ | ---------------- | --------- |
| 500 m     | 37,12 s      | 23. Januar 1988  | Calgary   |
| 1000 m    | 1:14,28 min  | 23. Januar 1988  | Calgary   |
| 1500 m    | 1:59,59 min  | 14. März 1984    | Alma Ata  |
| 3000 m    | 4:21,80 min  | 8. Dezember 1982 | Karuizawa |
| 5000 m    | 7:27,30 min  | 8. Dezember 1983 | Matsumoto |
| 10.000 m  | 15:52,25 min | 14. März 1984    | Alma Ata  |